# Ludwig Neubourg
Ludwig Friedrich Neubourg (* 29. Juni 1903 in Potsdam; † 25. März 1964 in Bremen) war ein deutscher Polizeibeamter und Nachrichtendienstler. Er war während der NS-Herrschaft im Geheimen Staatspolizeiamt sowie im Reichssicherheitshauptamt und in den 1950er und 1960er Jahren im Bundesnachrichtendienst (BND) tätig.

## Leben und Wirken
Nach dem Schulbesuch studierte Neubourg Rechtswissenschaften. 1926 wurde er an der Universität Leipzig mit einer Arbeit über Untertarifliches Entgelt promoviert. September 1931 trat er in die NSDAP (Mitgliedsnummer 601.397) und in die SS ein (SS-Nummer 13.837). Zu dieser Zeit war er in der Rheingaustraße 15 in Berlin wohnhaft. 1931 wohnte Kurt Possanner von Ehrenthal bei ihm.
Im Jahr 1933 wurde Neubourg als Kriminalassistentenanwärter auf Probe in den Dienst des neu gegründeten Geheimen Staatspolizeiamtes genommen, in dem die Bearbeitung des Kommissariates 5, das für „Sowjetspionage“ und „Randstaaten“ zuständig war. Während der Jahre 1935 bis 1939 war er in der Abteilung IV des Gestapoamtes / Reichssicherheitshauptamtes in Berlin tätig.
Von 1939 bis 1942 war Neubourg im GFP-Einsatz beim AOK I. Während der Jahre 1943 bis 1945 war er im Amt VI des Reichssicherheitshauptamtes beschäftigt, zuletzt mit dem Rang eines Kriminalrates. Er geriet am 18. Mai 1945 in Trins am Brenner in amerikanische Kriegsgefangenschaft und wurde anschließend wiederholt vernommen, insbesondere in Hinblick auf seine Kenntnisse der politischen Verhältnisse in Spanien.
1957 wurde Neubourg in den Dienst des Bundesnachrichtendienstes (BND) genommen, wobei er unter den Decknamen „Brehmer“, „Bremer“ und „Zoeller“ agierte. Beim BND war Neubourg hauptamtlicher Mitarbeiter mit Pauschalvergütung und Anbahner. Die Organisationseinheit 85 gelangte schließlich zu dem Urteil, dass es aufgrund von Falschaussagen und aufgrund des Verhaltens von Neubourg keine Vertrauensbasis mehr für die Arbeit mit ihm gäbe und empfahl daher seine Kündigung. Er starb jedoch noch vor Abschluss des Verfahrens.

## Schriften
- Untertarifliches Entgelt. Leipzig 1926. (Dissertation)